# Bekende gezichten, gemengde gevoelens
Bekende gezichten, gemengde gevoelens is een Nederlandse film uit 1980 van Ate de Jong. Het is gebaseerd op een toneelstuk van de Duitse dramaturg Botho Strauß (Bekannte Gesichter, gemischte Gefühle uit 1974). De internationale titel van de film is Known Faces, Mixed Feelings.

## Verhaal
Het verhaal draait rond een ober en zijn bazin, die samen een danspaar vormen. Voor de rest speelt het verhaal van de film grotendeels in het hotel af.

## Rolverdeling
| Acteur              | Personage |
| ------------------- | --------- |
| Hans Dagelet        | Herman    |
| Carol van Herwijnen | Karl      |
| Trudy de Jong       | Margot    |
| Han Römer           | Jacques   |
| Els Ingeborg Smits  | Doris     |
| Jack Vecht          | Stefan    |
| Astrid Wijn         | Doris     |
| Elsje de Wijn       | Hedda     |